# Confuciusornithidae
Confuciusornithidae – rodzina prymitywnych ptaków żyjących we wczesnej kredzie na terenie dzisiejszych Chin, jedyna należąca do rzędu Confuciusornithiformes. Typowym przedstawicielem rodziny jest Confuciusornis; oprócz niego zalicza się do niej również rodzaje: Changchengornis, Jinzhournis i Eoconfuciusornis. U około połowy z odnalezionych dotąd osobników zachowały się pozostałości łuskopodobnych piór ogonowych oraz zarówno piór puchowych jak i ostatecznych.
Rodzina Confuciusornithidae i rząd Confuciusornithiformes zostały ustanowione w 1995 przez Hou i współpracowników jako obejmujące Confuciusornis i przypisane do gromady Aves. Pierwszą definicję filogenetyczną nadał tym nazwom w 1999 Luis Chiappe i współpracownicy, którzy określili Confuciusornithidae jako klad obejmujący jedynie Confuciusornis i Changchengornis. Sereno (2005) rozszerzył definicję tej rodziny na wszystkie gatunki bliżej spokrewnione z Confuciusornis sanctus niż z Passer domesticus. Jinzhournis został do niej włączony w 2002 przez Hou, Zhou i Zhanga, a w 2008 Zhang, Zhou i Benton zaklasyfikowali do niej nowo opisany rodzaj Eoconfuciusornis.